# Verifikacijski center Slovenske vojske
Verifikacijski center Slovenske vojske (kratica: VERC, tudi VERC SV) je ustanova Slovenske vojske, ki skrbi za:
- sodelovanje z vsemi podobnimi ustanovami v Evropi,
- deluje kot povezovalni element med posameznimi ministrstvi v Sloveniji za potrebe Slovenske vojske,
- načrtuje, izvaja in nadzira dejavnosti, povezane z nadzorom oborožitve Slovenske vojske,
- opravlja verifikacijske dejavnosti v tujini,
- pripravlja poročila za OVSE in OZN,
- spremlja inšpektorje sodelujočih držav v OVSE,
- usposabljanje osebja poveljstev in enot Slovenske vojske,
- sodeluje s stalno misijo Republike Slovenije pri OVSE,
- sodeluje s tujimi agencijami in centri za nadzor oborožitve,...

## Načelniki Verifikacijskega centra Slovenske vojske
- brigadir Marjan Grabnar (1998 - 2003)
- polkovnik Jože Konda (2004 - 2005)
- brigadir Alojz Završnik (2005 - 2006)
- polkovnik Ladislav Graber (2008)
- brigadir Andrej Osterman (2008)
- brigadir Milan Obreza (2008 - 2009)
- brigadir Marjan Balant (2009 - 2012)

## Poveljniki Verifikacijskega centra Slovenske vojske
- polkovnik Drago Bitenc (2013 - 2015)
- kapitan bojne ladje Ivan Žnidar (2015-2019)

## Namestniki načelnika Verifikacijskega centra Slovenske vojske
- polkovnik Jože Konda (2003 - 2004)
- polkovnik Gorazd Jurkovič (2006 - 2007)
- polkovnik Ladislav Graber (2008 - 2009)
- polkovnik Drago Bitenc (2010 - 2013)

## Namestniki poveljnika Verifikacijskega centra Slovenske vojske
- podpolkovnik Aleš Centa (2013 - 2017)